# 標準基底

三次元空間内の任意のベクトル a は、標準基底ベクトル i, j, k の線型結合として一意的に表される。

線型代数学における標準基底（ひょうじゅんきてい、英: standard basis, canonical basis）または自然基底 (natural basis) は直交座標系の各軸方向に向かう単位ベクトルからなるユークリッド空間の基底を言う。例えばユークリッド平面の標準基底は
{\displaystyle \mathbf {e} _{x}=(1,0),\quad \mathbf {e} _{y}=(0,1)}
であり、三次元ユークリッド空間の標準基底は
{\displaystyle \mathbf {e} _{x}=(1,0,0),\quad \mathbf {e} _{y}=(0,1,0),\quad \mathbf {e} _{z}=(0,0,1)}
で与えられる。ここで、各ベクトル ex, ey, ez はそれぞれ x-軸方向、y-軸方向、z-軸方向を向いている。この基底を表すのによく用いられる記法として、{ex, ey, ez}, {e1, e2, e3}, {i, j, k}, {x, y, z} などを挙げることができる。単位ベクトルであることを強調するためにサーカムフレックス（キャレット）を載せることもある。
ここでいう基底は、それらのベクトルの線型結合として、任意のベクトルがそれぞれただ一通りに表されるという意味においていう。例えば三次元ベクトル v は必ず
{\displaystyle v_{x}\,\mathbf {e} _{x}+v_{y}\,\mathbf {e} _{y}+v_{z}\,\mathbf {e} _{z}}
なる形に書くことができて、スカラー vx, vy, vz は v の座標成分になる。

## 数ベクトル空間の標準基底
n-次元ユークリッド空間 Rn あるいは適当な体 K 上の数ベクトル空間 Kn には、n-個の相異なるベクトル
{\displaystyle {\begin{aligned}\mathbf {e} _{1}&=(1,0,0,\ldots ,0),\\\mathbf {e} _{2}&=(0,1,0,\ldots ,0),\\&\vdots \\\mathbf {e} _{n}&=(0,0,0,\ldots ,1)\end{aligned}}}
からなる標準基底を持つ。

## 性質
定義により、標準基底は単位ベクトルからなる正規直交系を成す。すなわち、標準基底は順序付けられた正規直交基底になる。
しかし、順序付けられた正規直交基底は必ずしも標準基底ではない。例えば二つのベクトル 
{\displaystyle v_{1}=\left({{\sqrt {3}} \over 2},{1 \over 2}\right)}
{\displaystyle v_{2}=\left({1 \over 2},{-{\sqrt {3}} \over 2}\right)}
は正規直交する単位ベクトルだが、この正規直交基底は標準基底の定義に合わない。

## 一般化
ある種の無限次元ベクトル空間に対しても、標準基底を考えることができる。例えば、ある体上 n-個の不定元をもつ多項式環において、単項式全体の成す集合は標準基底を与える。
ここまでの例は全て、適当な集合 I（無限集合でもよい）に添字を持つ族
{\displaystyle {(e_{i})}_{i\in I}={({(\delta _{ij})}_{j\in I})}_{i\in I}}
の特別の場合になっている。ここで δ はクロネッカーのデルタ (i = j ならば 1, i ≠ j ならば 0) である。このような族は、集合 I から環 R への写像
{\displaystyle f=(f_{i})}
で有限個の例外を除く全ての添字に対して値が 0 (R の零元 0R) であるようなもの全体のなす族としての自由 R-加群
{\displaystyle R^{(I)}}
の標準基底になる（ただし 1 は R の単位元 1R と解釈する）。
二次形式 Q: V → R を伴う幾何代数の文脈での標準基底は、ベクトル空間 V を生成する直交基底 {ei} で、その各元が  Q(ei) ∈ {−1, 0, +1}を満たすという意味で正規化されているものを言う。